# Dekanat legnicki
Dekanat legnicki – jeden z siedmiu dekanatów eparchii wrocławsko-koszalińskiej, metropolii przemysko-warszawskiej, Kościoła greckokatolickiego w Polsce. 
Siedzibą dekanatu jest Legnica, gdzie rezyduje dziekan – ks. dr. Mirosław Drapała, mający pod swoją jurysdykcją 7 parafii. Dekanat został utworzony 10 grudnia 2020 dekretem arcybiskupa Włodzimierza Juszczaka. Wcześniej jego parafie należały do dekanatu wrocławskiego

## Parafie
Do dekanatu legnickiego należą parafie
- Placówka duszpasterska – (Bolesławiec) – nabożeństwa w kościele rzymskokatolickim pw. Matki Bożej Nieustającej Pomocy
- św. Apostołów Piotra i Pawła – (Chobienia) – nabożeństwa w kościele rzymskokatolickim św. Apostołów Piotra i Pawła
- Zaśnięcia Najświętszej Maryi Panny – (Legnica)
- św. Apostołów Piotra i Pawła – (Lubin)
- Opieki Matki Bożej – (Patoka)
- Opieki Najświętszej Maryi Panny – (Wołów)
- Narodzenia św. Jana Chrzciciela – (Zamienice)